# Schoenobryum caripense
Schoenobryum caripense är en bladmossart som beskrevs av Monte Gregg Manuel 1977. Schoenobryum caripense ingår i släktet Schoenobryum och familjen Cryphaeaceae. Inga underarter finns listade i Catalogue of Life.